# Codringtonia
Codringtonia é um género de gastrópode da família Helicidae.
Este género contém as seguintes espécies:
- Codringtonia acarnanica (Kobelt, 1902)
- Codringtonia codringtonii (Gray, 1834)
- Codringtonia elisabethae Subai, 2005
- Codringtonia eucineta (Bourguignat, 1857)
- Codringtonia gittenbergeri Subai, 2005
- Codringtonia helenae Subai, 2005
- Codringtonia intusplicata (Pfeiffer, 1851)
- Codringtonia neocrassa Zilch, 1952
- Codringtonia parnassia (Roth, 1855)